# Victory (album, Khaled)
Victory je čtvrté studiové hudební album člena skupiny Terror Squad, DJ Khaleda.

## O Albu
Album vyšlo 2. března 2010 pod labelem We the Best Music Group a E1 Music.

### Hosté
V albu vystupují tito hosté: Diddy, Busta Rhymes, T-Pain, Ludacris, Rick Ross, Snoop Dogg, Young Jeezy, Plies, Schife, Usher, Drake, Lil´ Wayne, Nas, John Legend, Jim Jones, Bun B, Soulja Boy, Birdman, Buju Banton, Bounty Killer, Pitbull, Jarvis, Kevin Cossom, Bali, Ace Hood, BallGreezy, Ice Berg, Desloc, Gunplay, Rum, Young Cash, Nelly,

## Singly
- 28. října vyšel singl Fed Up feat. Usher, Young Jeezy, Rick Ross, Drake; vyvrcholil na #45 místě Billboard Hot R&B/Hip Hop songs. Na albu u tohoto tracku přibyla ještě sloka Lil Wayna.
- Druhý oficiální singl byl Put Your Hands Up featuring Schife, Young Jeezy, Rick Ross a Plies; vyšel 8. února 2010.
- Třetí singl All I Do Is Win byl vypuštěn ve stejný den jako video k Put Your Hands Up. Zde hostují T-Pain, Ludacris, Rick Ross a Snoop Dogg. Je to nejúspěšnější singl z alba, vyšplhal se až na #24 místo Billboard Hot 100. Tento song byl také použit v americké reality show America's Best Dance Crew.

## Tracklist
1. Intro (feat. Diddy, Busta Rhymes) (Prod. Prince Ben )
2. All I Do Is Win (feat. T-Pain, Ludacris, Snoop Dogg, Rick Ross) (Prod. DJ Nasty & LVM )
3. Put Your Hands Up (feat. Young Jeezy, Rick Ross, Plies, Schife) (Prod. Schife, OhZee )
4. Fed Up (feat. Usher, Young Jeezy, Rick Ross, Drake, Lil Wayne) (Prod. The Runners )
5. Victory (feat. Nas, John Legend) (Prod. The Inkredibles )
6. Ball (feat. Jim Jones, Schife) (Prod. Schife, OhZee )
7. Rockin All My Chains On (feat. Birdman, Bun B, Soulja Boy Tell Em) (Prod. Schife, Drumma Boy )
8. Killing Me (feat. Buju Banton, Busta Rhymes, Bounty Killer) (Prod. The Runners )
9. Bringing Real Rap Back (feat. Rum) (Prod. The Runners )
10. Bring The Money Out (feat. Nelly, Lil Boosie, Ace Hood) (Prod. Schife, OhZee )
11. On My Way (feat. Kevin KC Cossum, Ace Hood, Ball Greezy, Desloc Piccalo, Ice Berg, Gunplay, Rum, Young Cash) (Prod. The Runners )
12. Rep My City (feat. Pitbull, Jarvis) (Prod. The Team )